# Colette Rossant
Colette Sol Rossant (geboren am 18. Januar 1932 in Paris als Colette Sol Palacci; gestorben am 12. Oktober 2023 in der Normandie) war eine französische Kochbuchautorin, Gastronomiekritikerin und Übersetzerin, die hauptsächlich in New York City wirkte.

## Leben
Colette Palacci wurde im Januar 1932 als zweites Kind eines ägyptischen Kaufmannes sephardischer Herkunft und seiner französischen Ehefrau geboren. Nachdem ihr Vater 1937 einen Schlaganfall erlitten hatte, zog die Familie in das Anwesen seiner Eltern in Ägypten, wo sie ihre zum Katholizismus konvertierte Mutter auf eine Klosterschule schickte. Dort unglücklich, verspürte Rossant nur Freude, wenn sie dem Koch der Familie bei der Arbeit zuschauen konnte. Nach Ende des Zweiten Weltkriegs kehrte sie nach Paris zurück und begann dort ein Studium der französischen Literatur an der Sorbonne. Mit 16 Jahren traf sie einen New Yorker Studenten namens James Rosssant (1928–2009), den sie 1955 heiratete. Im selben Jahr zog das Ehepaar nach New York City. In den nächsten 20 Jahren unterrichtete Rossant Französisch an einigen Privatschule sowie an der Hofstra University.
1972 gab sie für ihre Tochter und einige ihrer Schulfreunde nach der Schule Kochunterricht. Daraus entstand nach zwei Jahren eine Kochshow fürs öffentliche Kinderfernsehen mit dem Titel Zee Cooking School; 1975 folgte mit Cooking with Colette ihr erstes Kochbuch. Sechs weitere Kochbücher folgten in den nächsten Jahren. Rossants Rezepte kombinierten die europäische Küche mit nahöstlichen und asiatischen Einflüssen und standen damit in der US-amerikanischen Kochbuchliteratur der 1970er Jahre heraus, da diese sehr vom Ideal der Haute Cuisine geprägt war. 1983 publizierte sie mit Jill Harris Herman ein Kochbuch mit einfachen Rezepten, das auf dem Cuisinart-Trend jener Jahre aufbaute. Basierend auf mehreren Asienreisen und vielen Spaziergängen durch Chinatown veröffentlichte Rossant 1985 auch ein Kochbuch zur japanischen Küche.
Parallel begann Rossant, auch als Gastronomiekritikerin zu arbeiten. Ab 1979 hatte sie im Magazin New York eine eigene Kolumne mit dem Titel The Underground Gourmet, für die sie experimentierfreudige, aber doch erschwingliche Restaurants im ganzen Stadtgebiet austestete. In den 1990er Jahren hatte sie unter der Überschrift Ask Colette eine gastronomische Ratgeberkolumne in der Daily News. Zudem verfasste sie drei Autobiografien, in denen sie ihre Lebenserinnerungen mit gastronomischen Notizen kombinierte. Das erste dieser Bücher handelt von ihrer Kindheit in Ägypten, das zweite von ihrer Rückkehr nach Paris und das dritte von ihrem Lebensweg in Amerika. Rossant starb verwitwet im Oktober 2023 an einer Brustkrebserkrankung in der Normandie. Sie hinterließ drei Kinder und acht Enkelkinder.

## Veröffentlichungen
Kochbücher
- Lorraine Davis (Hrsg.): Cooking with Colette: The Popular Television Teacher Shows Beginners of All Ages How to Cook Gourmet Food. Illustriert von James Rossant. Scribners, New York 1975. ISBN 0-684-14267-8.
- Colette Rossant’s After Five Gourmet. Illustriert von James Rossant. Random House, New York 1981. ISBN 0-394-50506-9.
- mit Jill Harris Herman: A Mostly French Food Processor Cookbook. Illustriert von James Rossant. Plume, New York 1983. ISBN 0-452-25464-7.
- Colette’s Slim Cuisine. Illustriert von James Rossant. William Morrow, New York 1983. ISBN 0-688-01937-4.
- Colette’s Japanese Cuisine. Mit einer Einleitung von Calvin Trillin. Kodansha America, New York 1985. ISBN 0-87011-728-9.
- New Kosher Cooking. Illustriert von James Rossant. Arbor House, New York 1986. ISBN 0-87795-802-5.
- mit Marianne Melendez: Vegetables: Growing, Cooking, Keeping. Mit Fotografien von Greg Sclight. Viking Studio Books, New York 1991. ISBN 0-670-82710-X.

Autobiografien
- Memories of a Lost Egypt: A Memoir with Recipes. Clarkson Potter, New York 1999. ISBN 0-609-60150-4. Neuauflegt als Apricots on the Nile: A Memoir with Recipes. Atria Books, New York 2004. ISBN 978-0743475617.
  - Mein Kairo: Erinnerungen an eine Kindheit am Nil. Übersetzt von Christine Strüh. Scherz, München 2002. ISBN 978-3-502-18640-3.
- Return to Paris: A Memoir. Atria Books, New York 2003. ISBN 978-0-7434-3967-1.
- The World in My Kitchen: The Adventures of a (Mostly) French Woman in New York. Atria Books, New York 2006. ISBN 978-0-7434-9028-3.

Übersetzungen
- Paul Bocuse: Paul Bocuse’s French Cooking. Pantheon Books, New York 1977. ISBN 0-394-75545-6.
- Michel Roux und Albert Roux: New Classic Cousine. MacDonald, London 1983. ISBN 0-356-09392-1.
- Paul Bocuse: Bocuse a la Carte. Pantheon Books, New York 1987. ISBN 0-394-56267-4.
- Gault-Millau: Best of New York. Prentice Hall, Princeton 1988.
- Gault-Millau: Best of New York. Prentice Hall, Princeton 1990.